# 高杉心悟
高杉 心悟 （たかすぎ しんご、1973年3月19日 - ）は、日本の俳優。愛知県名古屋市出身。身長178cm。特技はキックボクシング（プロ経験者）・剣道・殺陣。

## 人物
バスト88cm、ウエスト78cm、ヒップ87cm、シューズサイズ25.5cm。血液型A型。

## 出演

### Vシネマ
- 実録・義戦〜高松ヤクザ戦争〜（監督：田代まさし、2003年）※デビュー作
- 実録・山陽道ヤクザ戦争・覇道（監督：田代まさし、2003年）
- 伝説のやくざ 最後の博徒 修羅の章（監督：辻裕之、2003年）
- 着エロの女（監督：川野浩司、2004年）
- 実録・広島四代目（監督：市川徹、2004年）
- 実録・不退の松葉（監督：辻裕之、2005年）
- 実録・関東やくざ抗争史 松田組（監督：大月栄治、2005年）
- 大日本平和会 平田勝市（監督：松生秀二、2005年）
- 喰いしん坊！2（監督：松生秀二、2007年）
- 極道な月（監督：辻裕之、2007年）
- めごま（監督：元木隆史、2008年）
- 東京NEO魔悲夜2（監督：金丸雄一、村上賢司、2008年）
- 麻雀創世記 打天使（監督：高橋雄弥、2008年）
- 白竜（監督：片岡修二、2008年）
- 新・鯨道 侠魂（監督：旭正嗣、2009年）
- 実説・沖縄ヤクザ抗争録（監督：旭正嗣、2009年）
- 小悪魔蝶々（監督：吉行由実、2009年）
- 標的2 TARGET（監督：浅生マサヒロ、2009年）
- 真一文字 拳!!（監督：増本庄一郎、2009年）
- 新・首領への道5（監督：辻裕之、2009年）
- 兄弟の墓場（監督：浅生マサヒロ、2009年）
- 実録・若頭（監督：辻裕之、2010年）
- ドブネズミのバラード（監督：大月栄治、2010年）
- 総長を護れ（監督：辻裕之、2010年）
- ビタミンloveみずか（監督：吉行由実、2010年）
- 極道忠臣蔵（監督：片岡修二、2011年）
- リベンジ〜血の報復〜（監督：片岡修二、2011年）
- 首領の道（監督：辻裕之、2011年）
- アウトローズ（監督：渋谷正一、2011年）
- 任侠沈没（監督：増本庄一郎、2011年）
- 最凶バッドガールズ（監督：長尾くみこ、2011年）
- エアセックス（監督：城定秀夫、2011年）
- 不良の神様〜瑠璃の鳴くころに〜（監督：片岡修二、2011年）
- スーパーラッキーOL蓮香（監督：小高勲、2011年）
- 池袋ヤンキー戦争（監督：小南敏也、2011年）
- 湾岸バッドガール（監督：奥渉、2011年）
- ダンプガール理央（監督：藤原健一、2011年）
- 極道の紋章17（監督：片岡修二、2011年）
- 新宿狼(ウルフ)（監督：山本芳久、2011年）
- 猛毒Y談・吸血女王蜂（監督：中野貴雄、2011年）
- 猛毒Y談・人食い秘宝館（監督：中野貴雄、2011年）
- ディスティニー（監督：辻裕之、2011年）
- BAD女（監督：山鹿孝起、2012年）
- 童貞ざむらい（監督：羽生研司、2012年）
- コードネーム008（監督：山鹿孝起、2012年）
- サムライ（監督：片岡修二、2012年）
- 殺しの哲学（監督：片岡修二、2012年）
- ミリタリー娘（監督：ながせきいさむ、2012年）
- 3千万で落札された女（監督：遲塚孝一、2013年）
- ネオン蝶3・4（監督：城定秀夫、2013年）
- あぶない女刑事（監督：青山由美子、2013年）
- 首領の道9・10・11（監督：辻裕之、2013年・2014年）
- 殺し屋マリア（監督：奥渉、2014年）
- いけない!ルナ先生 映画編（監督：中村千洋、2014年）
- 日本やくざ抗争史 西成抗争（監督：浅生マサヒロ、2014年）
- 新・極道の紋章（監督：山本芳久、2014年）
- 関東極道連合（監督：岬英昭、2014年）
- 代紋の墓場（監督：金澤克次、2014年）
- 日本やくざ抗争史 広島抗争（監督：金澤克次、2015年）
- 極サギ3（監督：仰木豊、2015年）
- 日本統一16（監督：山本芳久、2016年）
- 制覇6・7・8（監督：渋谷正一、2016年）

その他多数

### テレビドラマ
- 恋する!?キャバ嬢（2006年、テレビ東京）
- 月曜ゴールデン（TBS）
  - 捜し屋★諸星光介が走る!3（2006年）
  - 松本清張没後20年スペシャル・寒流（2013年）
- のぞき屋 第10話（2007年、テレビ東京）
- 激闘!アイドル予備校 第3・8・10・12話（2006年、tvk） - AD
- スミレ16歳!! 第2・3話（2008年、BSフジ）
- ネコナデ（2008年、tvk）
- ゆっくり歩け、空を見ろ（2008年、フジテレビ）
- 古代少女ドグちゃん（2009年、MBS）
- 名探偵の掟 第1話（2009年、テレビ朝日）
- ストロベリーナイト（2010年、フジテレビ）
- 闇金ウシジマくん（2010年、TBS）
- FACE MAKER（2010年、読売テレビ）
- 勇者ヨシヒコと魔王の城（2011年、テレビ東京）
- 土曜ワイド劇場 おとり捜査官・北見志穂16（2011年、テレビ朝日）
- 水木しげるのゲゲゲの怪談（2013年、フジテレビ）
- 水曜ミステリー9 罪火（2014年、テレビ東京）
- マザー・ゲーム〜彼女たちの階級〜 第1話（2015年、TBS）
- 再捜査刑事・片岡悠介10・11 （テレビ朝日）
- 目玉焼きの黄身、いつつぶす？（TBS・MBS）
- フルーツ宅配便（2019年、テレビ東京）
- タリオ 復讐代行の2人 第2話（2020年10月16日、NHK総合・BS4K） - 産廃業者

### 配信ドラマ
- さらば、銃よ 警視庁特別銃装班（2023年4月14日 - 、Lemino） - 一見五郎 役[1]

### 映画
- ブラブラバンバン（監督：草野陽花、2007年）
- 涙でいっぱいになったペットボトル（監督：辻裕之、2007年）
- GSワンダーランド（監督：本田隆一、2008年）
- ハードリベンジ・ミリー（監督：辻本貴則、2008年）
- 同窓会（監督：サタケミキオ、2008年）
- 休暇（監督：門井肇、2009年）
- カスタードプリン（監督：林雅貴、2009年）
- クロネズミ（監督：深作健太、2009年）
- 特命女子アナ 並野容子 LOVE IS OVER（監督：田尻裕司、2010年）
- 交渉人 堂本零時（監督：宝来忠昭、2010年）
- ねこタクシー（監督：亀井亨、2010年）
- 修羅の覇道（監督：壷井詠二、2011年）
- ポールダンシングボーイ☆ず（監督：金子修介、2011年）
- 指輪をはめたい（監督：岩田ユキ、2011年）
- 月光ノ仮面（監督：板尾創路、2011年）
- アベックパンチ（監督：古澤健、2011年）
- 麻雀飛翔伝 哭きの竜 外伝（監督：井出良英、2011年）
- レイプゾンビ〜LUST OF THE DEAD〜（監督：友松直之、2012年)
- ×ゲーム2（監督：山田雅史、2012年）
- 修羅の花道（監督：壷井詠二、2012年）
- オー!ファーザー（監督：藤井道人、2013年）
- ザ・ランニングマン（監督：小野澄人、2014年）
- 三代目代行（監督：渋谷正一、2014年）
- 最近、蝶々は…（監督：友松直之、2014年）
- 真夜中きみはキバをむく（監督：吉行由実、2014年）
- 縁〜The Bride of Izumo〜（監督：堀内博志、2014年）
- メサイア -深紅ノ章-（監督：山口ヒロキ、2015年）
- 血まみれスケバンチェーンソー（監督：山口ヒロキ、2015年）
- Please Please Please（監督：堀内博志、2016年）
- コンキスタドール・フロム・アウタースペース（監督：頃安祐良、2016年）
- マスタード・チョコレート（監督：笹木彰人、2016年）
- いつも月夜に米の飯(監督：加藤綾佳、2018年)
- パンとバスと2度目のハツコイ（監督：今泉力哉、2018年）

### 舞台
- 新宿トワイライト（演出：江田真純、2011年）

### テレビ番組
- 銭形金太郎（2004年）
- コレってアリですか?（2011年）
- 行列のできる法律相談所（2011年、NTV）
- 奇跡体験!アンビリバボー（2011年、CX）
- 中居正広の金曜日のスマたちへスペシャル〜やしきたかじん編〜（2014年、TBS）
- タイムスクープハンター シーズン6（2014年、NHK）
- 教訓のススメ（2014年、CX）